# Партия на благоденствието
Партията за благоденствието (на турски: Refah Partisi, RP) е ислямистка политическа партия в Турция, която съществува в периода 19 юли 1983 – 16 януари 1998 г. Тя е основана от Али Тюркмен, Ахмет Текдал и Неджметин Ербакан в Анкара през 1983 г., като е наследник на две партии които са забранени от властта. На местните избори по това време са избрани кметове от партията в три града – Кония, Шанлъурфа и Ван.
Партията на благоденствието участва в изборите за Велико Народно събрание през 1991 г., заедно с още 2 партии – Партия на националистическото действие (MHP) и Национална партия (IDP). Успяват да спечелят 16,9 % от гласовете, като получават 62 места в парламента. По-късно 19 депутати от Партията на националистическото действие, на 29 декември 1991 г. заедно с основаващата се партия се присъединяват към друга партия. Популярността на партията се увеличава през годините, докато през 1996 г. не става най-голяма партия с премиер Неджметин Ербакан. Коалиционното правителство на Ербакан е принудено да се разпусне след преврата на турските военни през 1997 г., поради подозрение че има ислямистка програма.
През 1998 г. партията е забранена от Конституционния съд на Турция, в нарушение на разделението между религия и държава, упълномощено от конституцията.